# Liebelle – Beratungsstelle zu Sexualität und geistiger Behinderung
Die Liebelle – Beratungs-, Forschungs- und Bildungsstätte zu Sexualität und geistiger Behinderung wurde 2015 in Mainz gegründet und ist ein Kooperationsprojekt der in.betrieb gGmbH Gesellschaft für Teilhabe und Integration (vormals WfB Fertigung & Service gGmbH) und des pro familia Ortsverbands Mainz. Wissenschaftlich begleitet wird das Projekt von Svenja Heck, Professorin am Fachbereich Soziale Arbeit der Hochschule Darmstadt, vormals Dozentin für Sonderpädagogik an der Johannes Gutenberg-Universität Mainz. Die Liebelle bietet Menschen mit geistiger Behinderung ab 16 Jahren Einzel- und Paarberatung sowie Bildungsseminare zum Thema „Liebe, Sexualität und geistige Behinderung“ an. Darüber hinaus bietet sie zu diesem Thema Beratung, Veranstaltungen und Fortbildungen für Eltern und Angehörige sowie für Fachkräfte und Schulen. Die Liebelle ist als ein Modellprojekt entwickelt worden, das erstmals die Kompetenzen von drei Fachstellen vernetzt sowie die bislang punktuellen Unterstützungsangebote durch die Einrichtung einer trägerübergreifenden Anlaufstelle zusammenführt.

## Projektziel
Mit der Vermittlung eines positiven Zugangs zu Liebe, Partnerschaft und Sexualität möchte die Liebelle Menschen mit Behinderung darin unterstützen, ihr Recht auf sexuelle Selbstbestimmung wahrzunehmen. Auch die Prävention sexualisierter Gewalt ist ein wesentlicher Bestandteil davon. Die Angebote richten sich gleichermaßen an Eltern, Fachkräfte und Menschen mit geistiger Behinderung. Sie sind niederschwellig, die Räume sind barrierefrei und die Informationsmaterialien erscheinen in leichter Sprache. Durch eine wissenschaftliche Begleitung möchte das Projekt zudem den fachlichen und wissenschaftlichen Diskurs anregen sowie Vorbild für weitere Anlaufstellen sein, die überregionale Vernetzung stärken und das Thema „Sexualität und geistige Behinderung“ in die Gesellschaft tragen und enttabuisieren. In dieser Kombination ist die Liebelle nach Einschätzung der Erziehungswissenschaftlerin Svenja Heck in Deutschland einzigartig.

## Sonstiges
Die Liebelle wurde von 2015 bis 2018 von der Aktion Mensch gefördert. 2015 erhielt sie zudem eine Förderung der Stiftung Tausendgut. Seit Mai 2018 wird das Projekt von der SKala-Initiative gefördert. Die Liebelle beteiligt sich am EU-weiten Projekt LoveLife.